# ليو فونسيكا
ليو فونسيكا (بالإنجليزية: Lew Fonseca)‏ هو لاعب كرة قاعدة أمريكي، ولد في 21 يناير 1899 في أوكلاند في الولايات المتحدة، وتوفي في 26 نوفمبر 1989 في إلي في الولايات المتحدة.

## وصلات خارجية
- ليو فونسيكا على موقعبيزبول رفرنس.كوم (الدوري الرئيسي) (الإنجليزية)